# Équipe du Maroc de football à la Coupe d'Afrique des nations 1976
L'Équipe du Maroc de football participa à la Coupe d'Afrique des nations de football 1976, ce qui constitua sa deuxième participation en Coupe d'Afrique des Nations. Lors de cette édition, le Maroc remporte le titre, pour l'unique fois de son histoire, en inscrivant onze buts et en encaissant six buts. Ahmed Faras était le buteur.

## Résumé
Le Maroc se présente à la CAN 1976, en tant que l’une des huit nations représentées.
La sélection marocaine est sacrée championne d'Afrique, lors de cette compétition.

## Qualifications

### Tour préliminaire
| Équipe 1 | Résultat | Équipe 2 | Aller | Retour |
| -------- | -------- | -------- | ----- | ------ |
| Maroc    | 6 - 0    | Gambie   | 3 - 0 | 3 - 0  |

### Premier tour
| Équipe 1 | Résultat | Équipe 2 | Aller | Retour |
| -------- | -------- | -------- | ----- | ------ |
| Maroc    | 5 - 2    | Sénégal  | 4 - 0 | 1 - 2  |

### Second et dernier tour
| Équipe 1 | Résultat | Équipe 2 | Aller | Retour |
| -------- | -------- | -------- | ----- | ------ |
| Ghana    | 2 - 2    | Maroc    | 2 - 0 | 0 - 2  |

Le Maroc s'est qualifié pour la CAN 1976, après une victoire lors d'une séance de tirs au but contre le Ghana (vainqueur en 1963 et 1965 et finaliste en 1968 et 1970).

## Phase finale

### Effectif
| Num.          | Pos. | Nom                                                     | Équipe                       | Équipe | Date de naissance (âge) | J. | Buts |   |   |   |
| ------------- | ---- | ------------------------------------------------------- | ---------------------------- | ------ | ----------------------- | -- | ---- | - | - | - |
| 1             | GB   | Hamid Hazzaz                                            | Maghreb AS                   |        | 30.11.1945 (30 ans)     | 6  | 0    | 0 | 0 | 0 |
|               | GB   | Abdellatif Laâlou                                       | AS Salé                      |        | 1952 (24 ans)           | 0  | 0    | 0 | 0 | 0 |
|               | GB   | Abdelfattah Benmbarek «Fettah»                          | FUS de Rabat                 |        |                         | 0  | 0    | 0 | 0 | 0 |
|               | D    | Larbi Aherdane                                          | Wydad AC                     |        | 06.06.1954 (21 ans)     | 6  | 1    | 0 | 0 | 0 |
|               | D    | Jawad El Andaloussi                                     | Raja CA                      |        | 15.07.1955 (20 ans)     | 2  | 0    | 0 | 0 | 0 |
|               | D    | Ahmed Dallahi «Glaoua»                                  | Chabab Mohammédia            |        | 1951 (25 ans)           | 1  | 0    | 0 | 0 | 0 |
|               | D    | El Mehdi Mellouk                                        | TAS de Casablanca            |        | 11.05.1953 (22 ans)     | 4  | 0    | 0 | 0 | 0 |
|               | M    | Abdellah Semmat                                         | Union sportive de Sidi Kacem |        | 1951 (25 ans)           | 5  | 0    | 0 | 0 | 1 |
|               | M    | Abdelmajid Dolmy                                        | Raja Club Athletic           |        | 19.04.1953 (22 ans)     | 6  | 0    | 0 | 0 | 0 |
|               | M    | Mustapha Fetoui «Chérif»                                | Difaâ Hassani d'El Jadida    |        | 01.02.1945 (31 ans)     | 6  | 1    | 0 | 0 | 0 |
|               | M    | Ahmed Makrouh «Baba»                                    | Difaâ Hassani d'El Jadida    |        | 17.09.1953 (22 ans)     | 6  | 1    | 0 | 0 | 0 |
|               | M    | Ahmed Moujahid                                          | Wydad AC                     |        |                         | 2  | 0    | 0 | 0 | 0 |
|               | M    | Kamal Smiri                                             | Mouloudia Club d'Oujda       |        |                         | 4  | 0    | 0 | 0 | 0 |
|               | M    | Abdallah Tazi                                           | Maghreb de Fès               |        | 1945 (31 ans)           | 6  | 1    | 0 | 0 | 0 |
|               | M    | Abdelâali Zahraoui                                      | Maghreb de Fès               |        | 09.01.1949 (27 ans)     | 5  | 2    | 0 | 0 | 0 |
|               | A    | Ahmed Abouali                                           | Wydad AC                     |        |                         | 4  | 1    | 0 | 0 | 0 |
|               | A    | Hassan Amcharrat «Acila»                                | Chabab Mohammédia            |        | 1948 (28 ans)           | 4  | 0    | 0 | 0 | 0 |
| 19            | A    | Ahmed Faras (Capitaine)                                 | Chabab Mohammédia            |        | 07.12.1946 (29 ans)     | 6  | 3    | 0 | 0 | 0 |
|               | A    | Redouane Guezzar                                        | Maghreb de Fès               |        | 1950 (26 ans)           | 3  | 1    | 0 | 0 | 0 |
|               | A    | Driss Haddadi                                           | Chabab Mohammédia            |        |                         | 1  | 0    | 0 | 0 | 0 |
| Sélectionneur |      |                                                         |                              |        |                         |    |      |   |   |   |
|               |      | Gheorghe Virgil Mărdărescu                              |                              |        | 15.07.1921 (54 ans)     | 6  | -    |   |   |   |
|               |      | Colonel Mehdi Belmejdoub (directeur technique national) |                              |        | 1935 (41 ans)           | 6  | -    |   |   |   |

### Premier tour

#### Groupe B
| Rang | Équipe  | Pts | J | G | N | P | Bp | Bc | Diff |
| ---- | ------- | --- | - | - | - | - | -- | -- | ---- |
| 1    | Maroc   | 5   | 3 | 2 | 1 | 0 | 6  | 3  | +3   |
| 2    | Nigeria | 4   | 3 | 2 | 0 | 1 | 6  | 5  | +1   |
| 3    | Soudan  | 2   | 3 | 0 | 2 | 1 | 3  | 4  | -1   |
| 4    | Zaïre   | 1   | 3 | 0 | 1 | 2 | 3  | 6  | -3   |

| 1er mars 1976 | Nigeria                                            | 4 – 2 | Zaïre                  | Dire Dawa Stadium, Dire Dawa |                         |
|               | Mohammed 28e 44e · Ojebode 37e (pen.) · Usiyan 90e |       | 51e Kabasu · 58e Ekofo | Arbitrage : Hédi Seoudi      | Arbitrage : Hédi Seoudi |

| 1er mars 1976 | Maroc                    | 2 – 2 | Soudan                | Dire Dawa Stadium, Dire Dawa |                            |
|               | Chérif 1re · Abouali 58e |       | 9e 79e (pen.) Gagarin | Arbitrage : Gratian Matovu   | Arbitrage : Gratian Matovu |

| 4 mars 1976 | Nigeria   | 1 – 0 | Soudan | Dire Dawa Stadium, Dire Dawa |                            |
|             | Usiyan 8e |       |        | Arbitrage : Nyirenda Chayu   | Arbitrage : Nyirenda Chayu |

| 4 mars 1976 | Maroc        | 1 – 0 | Zaïre | Dire Dawa Stadium, Dire Dawa |                             |
|             | Zahraoui 80e |       |       | Arbitrage : Yousef El-Ghoul  | Arbitrage : Yousef El-Ghoul |

| 6 mars 1976 | Maroc                              | 3 – 1 | Nigeria     | Dire Dawa Stadium, Dire Dawa |                          |
|             | Faras 8e · Tazi 19e · Aherdane 81e |       | 81e Ojebode | Arbitrage : Bernard Grah     | Arbitrage : Bernard Grah |

| 6 mars 1976 | Zaïre       | 1 – 1 | Soudan       | Dire Dawa Stadium, Dire Dawa |  |
|             | Mulamba 41e |       | 14e Gagarine |                              |  |

### Poule finale
Contrairement aux éditions précédentes, il n'y a pas de phase finale à élimination directe. Les quatre nations qualifiées se retrouvent au sein d'une poule où elles affrontent chacun de leurs adversaires (ce format a également été utilisé lors de la Coupe du monde 1950). La sélection en tête de la poule à l'issue des rencontres est sacrée championne d'Afrique. La formule de la poule finale ne sera plus jamais utilisée par la suite.
| Rang | Équipe  | Pts | J | G | N | P | Bp | Bc | Diff |
| ---- | ------- | --- | - | - | - | - | -- | -- | ---- |
| 1    | Maroc   | 5   | 3 | 2 | 1 | 0 | 5  | 3  | +2   |
| 2    | Guinée  | 4   | 3 | 1 | 2 | 0 | 6  | 4  | +2   |
| 3    | Nigeria | 3   | 3 | 1 | 1 | 1 | 5  | 5  | 0    |
| 4    | Égypte  | 0   | 3 | 0 | 0 | 3 | 5  | 9  | -4   |

| 9 mars 1976 | Guinée     | 1 – 1 | Nigeria   | Stade d'Addis-Abeba, Addis-Abeba |                         |
|             | Camara 88e |       | 55e Lawal | Arbitrage : Hédi Seoudi          | Arbitrage : Hédi Seoudi |

| 9 mars 1976 | Maroc                    | 2 – 1 | Égypte         | Stade d'Addis-Abeba, Addis-Abeba |                             |
|             | Faras 23e · Zahraoui 88e |       | 34e Abou Rehab | Arbitrage : Yousef El-Ghoul      | Arbitrage : Yousef El-Ghoul |

| 11 mars 1976 | Maroc                   | 2 – 1 | Nigeria      | Stade d'Addis-Abeba, Addis-Abeba |                             |
|              | Faras 82e · Guezzar 87e |       | 57e Mohammed | Arbitrage : Youssou N'Diaye      | Arbitrage : Youssou N'Diaye |

| 11 mars 1976 | Guinée                                             | 4 – 2 | Égypte                     | Stade d'Addis-Abeba, Addis-Abeba      |                                       |
|              | N'jo Lea 24e 65e · Sultan 53e (csc) · M. Sylla 62e |       | 33e Abdou · 86e El-Seyagui | Arbitrage : Théophile Lawson-Hétchéli | Arbitrage : Théophile Lawson-Hétchéli |

| 14 mars 1976 | Nigeria                     | 3 – 2 | Égypte                    | Stade d'Addis-Abeba, Addis-Abeba |                          |
|              | Ilerika 35e 62e · Lawal 82e |       | 7e El Khatib · 86e Khalil | Arbitrage : Bernard Grah         | Arbitrage : Bernard Grah |

| 14 mars 1976 | Guinée         | 1 – 1  | Maroc    | Stade d'Addis-Abeba, Addis-Abeba |                            |
|              | Souleymane 33e |        | 86e Baba | Arbitrage : Nyirenda Chayu       | Arbitrage : Nyirenda Chayu |
|              | Rapport        | Semmat |          | Arbitrage : Nyirenda Chayu       | Arbitrage : Nyirenda Chayu |

Lors du dernier match de la poule finale, opposant le Maroc à la Guinée, les lions de l'Atlas avaient besoin d'un match nul pour finir en tête du classement, tandis que les guinéens devaient absolument l'emporter.
Les Syli National de Guinée ont réussi à ouvrir le score à la 33e minute et se dirigeaient vers la victoire lorsque «Baba», à quelques minutes de la fin du temps réglementaire, fait un appel de balle à Ahmed Faras qui lui passe le ballon pour envoyer un boulet de canon en pleine lucarne.
Cette belle frappe de «Baba» permet à la sélection marocaine d'égaliser et de finir première de la poule finale. Ainsi le Maroc parvient à remporter son premier (et unique) titre continental majeur.

### Buteurs
3 buts
- Ahmed Faras

2 buts
- Abdelâali Zahraoui

1 but
- Ahmed Makrouh «Baba» (but offrant la consécration à l'équipe du Maroc)
- Larbi Aherdane
- Abdallah Tazi
- Ahmed Abouali
- Redouane Guezzar
- Mustapha Fetoui «Chérif»

### Meilleur joueur de la compétition
Le joueur marocain Ahmed Faras, Ballon d'or africain en 1975, fut désigné meilleur joueur de la compétition.

### Équipe de la compétition
Parmi l'équipe du tournoi, on trouve trois joueurs de la sélection marocaine : le gardien Hamid Hazzaz, le défenseur Mustapha Fetoui «Chérif» (1 but) et l'attaquant Ahmed Faras (3 buts).